# 16歳の合衆国
『16歳の合衆国』（じゅうろくさいのがっしゅうこく、The United States of Leland）は2003年のアメリカ合衆国のドラマ映画。
マシュー・ライアン・ホーグ監督のデビュー作で、出演はライアン・ゴズリングとドン・チードルなど。
ホーグ監督が、ロサンゼルスの矯正施設で教員生活を送った時の実体験をもとに脚本を執筆し、作品のテーマに共鳴したケヴィン・スペイシーが製作に名を連ねることで映画化を後押しした作品である。
2003年1月のサンダンス映画祭でプレミア上映された。

## ストーリー
16歳の少年リーランドは、恋人ベッキーの弟で知的障害のある少年ライアンを殺したとして逮捕され、矯正施設に送られる。施設内でリーランドの担任となった教師で作家志望のパールは、聡明なリーランドに興味を持ち、彼を題材に本を執筆しようと、施設の規則で禁じられていると知りつつも、リーランドと密かに対話をするようになる。殺人の動機については全く語らなかったリーランドだったが、徐々にパールに恋人ベッキーとの関係や有名な作家である父親の存在について語るようになる。しかし、リーランドとの個人的な接触を上司に知られたパールが担任を外されてしまったことから、リーランドは思いをノートに記し、密かにパールに渡す。
一方、ライアンを亡くしたポラード家にも変化が起きていた。長女ジュリーと同じ大学に進学することを願っていた居候の青年アレンは、突然のジュリーからの別れの言葉に自暴自棄となり、強盗事件を起こして逮捕される。連行される際にアレンはジュリーたちに「町を出たかった」と告げる。
ある日、バスケットボールに興じていたリーランドは、同じ施設に収容され、担任のパールから果物ナイフを盗み取ったアレンに刺し殺される。そして、リーランドがパールに託したノートに記された内容がリーランドの独白の形で示される。ライアンを殺害した理由そのものは語られないものの、悲しみばかりの世界の中で、障害者として嘲笑か同情の対象としてしか生きられないことを自覚しているライアンをその苦しみから救ってやりたい気持ちがあったことが示唆される。

## キャスト
※括弧内は日本語吹替
- リーランド・P・フィッツジェラルド: ライアン・ゴズリング（浪川大輔） - 知的障害のある少年を殺害した16歳の少年。
- パール・マディソン: ドン・チードル（落合弘治） - 矯正施設でリーランドの担任となった教師。作家志望。
- アレン・ハリス: クリス・クライン（鉄野正豊） - ポラード家に居候している青年。
- ベッキー・ポラード: ジェナ・マローン（小笠原亜里沙） - リーランドの恋人。薬物依存症。
- メアリベス・フィッツジェラルド: レナ・オリン（野沢由香里） - リーランドの母親。
- アルバート・T・フィッツジェラルド: ケヴィン・スペイシー（原康義） - リーランドの父親。有名作家。パリ在住。
- ジュリー・ポラード: ミシェル・ウィリアムズ - ベッキーの姉。アレンの恋人。
- ハリー・ポラード: マーティン・ドノヴァン - ベッキーの父親。
- カレン・ポラード: アン・マグナソン - ベッキーの母親。
- ライアン・ポラード: マイケル・ウェルチ（英語版）（内山昂輝） - ベッキーの弟。知的障害がある。
- アンジェラ・カルデロン: シェリリン・フェン - ニューヨークの裕福な家庭の夫人。
- チャーリー: マット・マロイ（英語版）
- エイシャ: ケリー・ワシントン - パールの同僚で後に深い仲に。
- ギレルモ: マイケル・ペーニャ - 矯正施設でのリーランドの同級生。軽口ばかり叩く。
- ベンゲル: ウェスリー・ジョナサン（英語版） - 矯正施設でのリーランドの同級生。
- デイヴ: トロイ・ウィンブッシュ（英語版） - パールの同僚。
- エルデン: ロン・カナダ - パールの上司。
- 判事: クライド・クサツ
- 航空機内の女性: アンジェラ・ペイトン - アルバートから新聞を見せて欲しいと頼まれた老女。

## 作品の評価
Rotten Tomatoesによれば、批評家の一致した見解は「『16歳の合衆国』にはキラリと光るものはあるが、ごちゃごちゃしたプロット、共感できないキャラクター、そしてイライラするほどムラのある演技で台無しにされている。」であり、93件の評論のうち高評価は34%にあたる32件で、平均して10点満点中4.90点を得ている。
Metacriticによれば、27件の評論のうち、高評価は3件、賛否混在は14件、低評価は10件で、平均して100点満点中37点を得ている。